# Salar Aghili
Salar Aghili (en persan : سالار عقیلی), né le 2 décembre 1977 à Téhéran en Iran, est un chanteur iranien de musique classique persane.

## Biographie
Mir Salar Moslemi Aghili a été l'élève de Sadigh Tarif, ainsi que de Mohammad Reza Shadjarian, avant d'intégrer l'Orchestre national iranien. Il collabore aussi régulièrement avec différents groupes de musique traditionnelle dont l'Ensemble Dastan et l'Ensemble Hamnavazan mais aussi avec l'Orchestre symphonique de Téhéran. Il se produit dans son pays et régulièrement en Europe et en Amérique.

## Discographie
- 2007 : Endless Ocean avec l’Ensemble Dastan
- 2009 : In the Name of the Red Rose avec l’Ensemble Dastan
- 2010 : Asheghi
- 2010 : Havaye Aftab
- 2011 : Eshgh-e-Dirin
- 2012 : In the Footprints of Rumi avec l'Ensemble Rumi
- 2013 : Mitaravad Mahtab avec Keyvan Saket
- 2014 : Fie Ma Fie Ii - Moulana avec Nader Mashayekkhi
- 2014 : Whisperings avec l'Ensemble Mezrab et Hamid Motebassem
- 2015 : Serre Hezar Saleh
- 2015 : Vatan
- 2015 : Ghafele Salar Eshgh
- 2018 : Saadi Nameh avec Arshad Tahmasebi et l'Ensemble Dastan
- 2018 : Afsaneye Roozegar avec l'Ensemble Hamsaz et Masoud Shaari